# Kaspar Jolin
Kaspar Jolin er en dansk guitarist, komponist og sanger.
Kaspar vandt i 1990 guld i Berlingske Tidendes Rytmiske Musikkonkurrence med bandet Tournesoul som blev dannet året før i samarbejde med bl.a Benjamin Koppel, Christoffer Sonne og Christian Danstrøm. 
Samme år var Kaspar i New York og modtog i en periode undervisning hos guitaristen Wayne Krantz.
Sideløbende var Kaspar beskæftiget med studier på Musikvidenskabeligt Institut og arbejdede som tekniker assistent i Werner Studios.
Kaspar har siden starten af 1990'erne samarbejdet og spillet med en lang række kunstnere på den danske musikscene inkl. Tournesoul, Release It, Sarah Jane Morris, Santana Jam, Christine Colling Band, Lise Dandanell, Blast Sisters, Bertil Lundqvist, Anders Bircow, Benjamin Koppel, Silja Okking, Margarita Diaz og Nellies.   
I perioden 2007 til 2018 har Kaspar desuden været fast kapelmester og arrangør for Miljøministeriets revy i forbindelse med deres årlige show i bl.a Store Vega og i Docken i København.  
I 2016 skrev Kaspar sammen med Silja Okking musik til børnebogen "Den syngende sangbog" af Zakiya Ajmi, som blev udgivet af forlaget Carlsen.  
For tiden (2022) spiller Kaspar børnejazz-koncerter over hele landet sammen med Silja Okking, vokal og Benjamin Koppel, saxofon, og arbejder som musiklærer på Krebs' Skole i København.  
 Der er for få eller ingen kildehenvisninger i denne artikel, hvilket er et problem. Du kan hjælpe ved at angive troværdige kilder til de påstande, som fremføres i artiklen.